# Consejería de Medio Ambiente y Ordenación del Territorio de la Junta de Andalucía
La Consejería de Medio Ambiente y Ordenación del Territorio fue la consejería de la Junta de Andalucía con competencias en medio ambiente, agua, vías pecuarias, montes y cotos de caza de 2015 a 2019. Desde enero de 2019 sus competencias de medio ambiente pasaron a la Consejería de Agricultura, Ganadería, Pesca y Desarrollo Sostenible de la Junta de Andalucía y su titular es Carmen Crespo Díaz y las de Ordenación del Territorio se adscribieron a la Consejería de Fomento, Infraestructuras y Ordenación del Territorio de la Junta de Andalucía cuya titular es Marifrán Carazo.

## Entes adscritos a la consejería
- Agencia de Medio Ambiente y Agua (antes EGMASA)
- Confederación Hidrográfica del Sur - Agencia Andaluza del Agua
- Agencia Pública de Puertos de Andalucía
- Gestión de Infraestructuras de Andalucía S.A.

## Lista de consejeros de Medio Ambiente
- Quinto gobierno autonómico (1994-1996):[1] Manuel Pezzi Ceretto
- Sexto gobierno autonómico (1996-2000): José Luis Blanco Romero
- Séptimo gobierno autonómico (2000-2004): Fuensanta Coves Botella
- Octavo gobierno autonómico (2004-2007): Fuensanta Coves Botella
- Noveno gobierno autonómico (2007-2012): Cinta Castillo Jiménez/José Juan Díaz Trillo
- Décimo gobierno autonómico (2012-2013): Luis Planas Puchades
- Décimo gobierno autonómico (2013-2015): María Jesús Serrano Jiménez
- José Gregorio Fiscal López (2015 - 2019)